# Rock That Body
„Rock That Body“ je píseň od skupiny The Black Eyed Peas a jejich pátý singl z jejich pátého studiového alba The E.N.D.. Píseň byla produkována francouzským house DJem D. Guettou.